# Макгоуэн, Шейн
Шейн Па́трик Ла́йзет Макго́уэн (англ. Shane Patrick Lysaght MacGowan; 25 декабря 1957, Кахир, Типперэри — 30 ноября 2023, Дублин) — ирландский музыкант и автор песен, в прошлом фронтмен групп «The Pogues», «The Popes» и «The Nips», а также участник многочисленных дуэтов. Известен также своей любовью к алкоголю и сигаретам, а как следствие, дебошами и выступлениями в пьяном состоянии.

## Биография

### Ранние годы
Шейн Макгоуэн родился в ирландской семье, детство провёл в графстве Типперэри, а в возрасте шести с половиной лет его семья переехала в Англию. Жил во многих районах страны. Мать — певица и танцовщица ирландских танцев, отец — литератор. Учился в Вестминстерской школе, но был исключён за хранение наркотиков.
Первую небольшую известность он получил в 1976 году, когда на концерте английской панк-группы «The Clash» Джейн Крокфорд поранила Шейну ухо, и утром музыкант увидел свою фотографию в газетной статье под названием «Каннибализм на концерте The Clash». Вскоре после этого он создал собственную панк-рок-группу, «The Nipple Erectors», позже переименованную в «The Nips». Группа пыталась зарабатывать деньги в Ковент-Гарден, но без особого успеха. Примерно в то же время Макгоуэн начал вести саморазрушительный образ жизни, который вёл до самой смерти.

### Успех
Музыкант собрал группу «The Pogues», и в течение нескольких лет, с 1984 по 1990, они успешно выпускали альбомы. Многие из своих тогдашних песен Шейн писал под влиянием ирландского национализма, истории Ирландии, опыта жизни ирландцев в Лондоне и США, и жизни в целом. В 1987 году он написал одну из самых известных песен «The Pogues» — «Fairytale of New York», записанную совместно с Кирсти Макколл. В 1992 участники коллектива выгнали Шейна за непрофессиональное поведение, и он собрал новую группу — «Shane MacGowan and The Popes». С 1995 по 2001 они выпустили три альбома, имевшие успех. В 1995 году вышел знаменитый клип на песню «That Woman’s Got Me Drinking», режиссёром которого стал друг Шейна Джонни Депп, сыгравший также роль в клипе. В 1997 году Макгоуэн принял участие в записи альбома «Perfect Day» (по названию песни Лу Рида) с целью помощи нуждающимся детям. Шейн покинул группу в 2001, в подтверждение чего из её названия исчезло его имя и осталось только «The Popes». В том же году «The Pogues» решили собраться для одного тура, но Макгоуэн остался в группе вплоть до 2008 года, выступая на различных фестивалях.

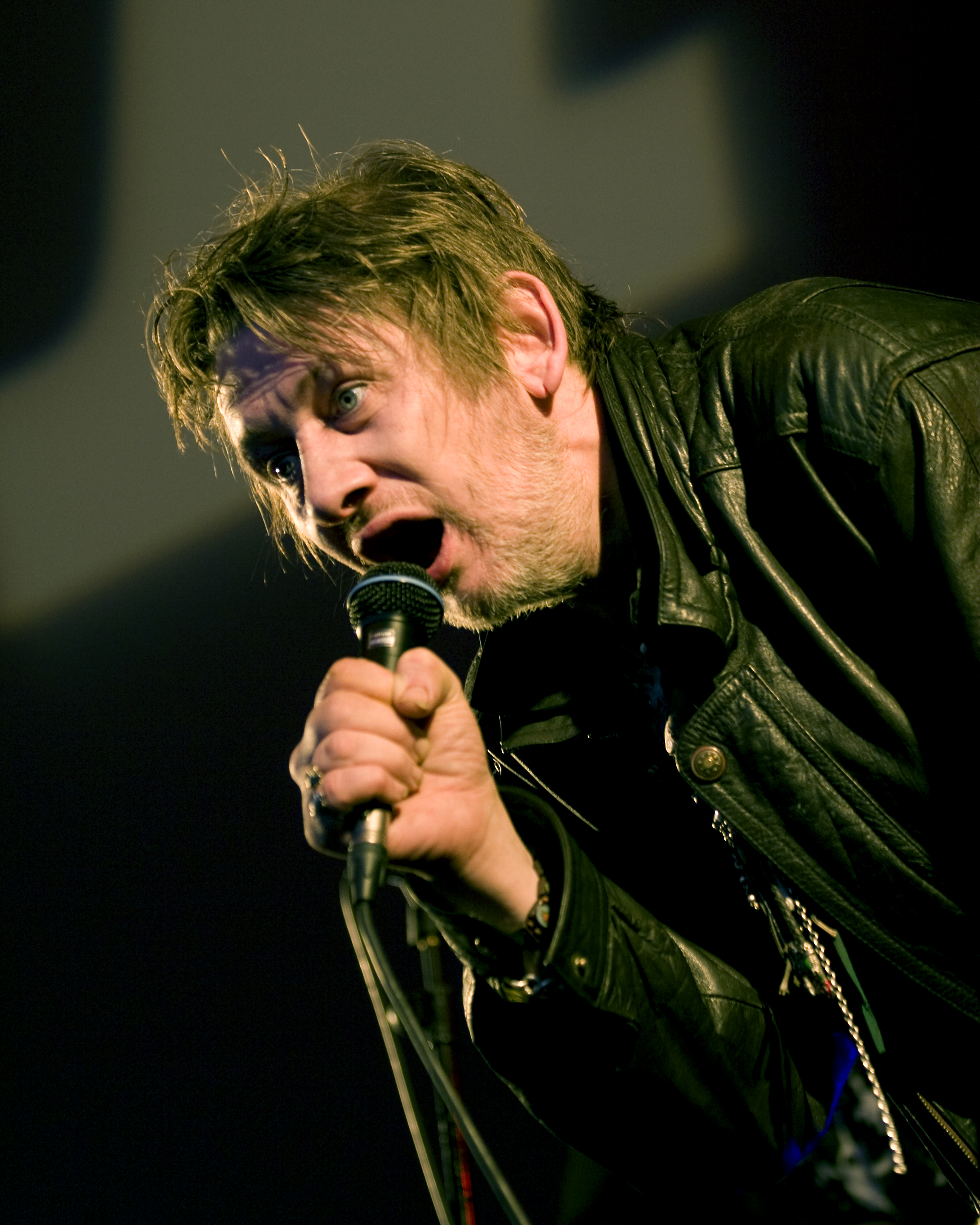
Макгоуэн в 2008 году

В 2005 году в благотворительных целях была переиздана песня «Fairytale of New York». В 2006 году Шейн был признан рок-героем, войдя в список NME Rock Heroes List под номером 50. В последнее время Шейн решил заняться своим здоровьем, в частности зубами (ведь он едва ли не единственный беззубый певец, выступающий на сцене). Об этом решении он с гордостью заявил в 2008 году, а в мае 2009 его видели на отдыхе в Испании. Считалось, что карьере Макгоуэна пришёл конец (даже поднимался вопрос, жив ли музыкант вообще), но нет — в 2010 он, объединившись в очередной раз с «The Pogues» и, так и не вставив зубов, отправился в тур, в частности, выступил в Москве. Как всегда будучи мертвецки пьяным, Шейн исполнил все хиты группы, такие как «Streams of Whiskey», «If I Should Fall From Grace With God», «Dirty Old Town» и другие. На концерте он сбивал микрофоном стаканы с подносов, бил эти самые подносы об голову и из его речи не было понятно ни слова, но, несмотря на это, концерт в Москве имел оглушительный успех. Примерно в то же время состоялось примирение музыканта с «The Popes» и участие в записи нового альбома группы — «Outlaw Heaven». В 2010 году Шейн стал инициатором записи песни «I Put a Spell on You» с целью помощи пострадавшим при землетрясение на Гаити. В записи приняли участие многие известные личности, в том числе и друзья Шейна. Осенью музыкант дал несколько импровизированных концертов со своей новой группой The Shane Gang и сделал заявление о новом альбоме, который так и не выпустил. В 2012 году Шейн записал неофициальную версию гимна Ирландии в Евро 2012 — песню «The Rockier Road to Poland».

### Поздние годы
Музыкант долго не давал концертов и не записывал новый студийный материал. Летом 2015 года он повредил таз, вследствие чего вынужден был передвигаться на инвалидной коляске. Значительную часть времени Шейн стал уделять своему здоровью, отказавшись от большинства алкогольных напитков, за исключением вина.
В 2015 году Шейн Макгоуэн установил себе зубные протезы: об этом событии был даже снят документальный фильм «Возрождение развалины» («Shane MacGowan: A Wreck Reborn»), показанный по Sky Arts.
Первое за многие годы выступление Шейна состоялось 15 января 2018 года в дублинском National Concert Hall, на вечеринке по случаю его прошедшего 60-го дня рождения. В числе прочих праздник посетили музыканты The Pogues, Ник Кейв, Бобби Гиллеспи, Джонни Депп, Карл Барат (The Libertines), Клем Бёрк (Blondie), Шинейд О’Коннор, Боно, а также президент Ирландии Майкл Д. Хиггинс. В 2020 году впервые за долгое время вернулся в студию для записи новой музыки. Пять новых песен Шейна должны были выйти в альбоме маллингарской инди-группы Cronin.

### Последние годы жизни. Смерть
С 2022 года Макгоуэн находился на постоянном лечении в больнице: врачи выявили у него вирусный энцефалит.
Скончался 30 ноября 2023 года на 66-м году жизни.

### Семья и друзья
У Шейна есть сестра — Шивон Макгоуэн, которая при помощи брата выпустила один альбом под названием «Chariot» (1998). Сейчас она работает журналистом и пишет детские произведения.
В 2018 году Шейн женился на Виктории Мэри Кларк, известной журналистке и писательнице, спустя 30 лет совместной жизни.
Среди друзей Макгоуэна английский музыкант с ирландскими корнями Пит Доэрти (не менее известный дебошир и алкоголик), с которым Шейн порой выступал на одной сцене; Джонни Депп, который снял для него клип на песню «That Woman’s Got Me Drinking» и принял участие в записи «I Put a Spell on You»; Джо Страммер, который называл Макгоуэна «одним из лучших поэтов века» («one of the best writers of the century») и Ник Кейв, оба музыканта принимали участие в записи альбомов друг друга, наиболее известна их душевная версия песни «What a Wonderful World» и видео, где музыканты поют песню дуэтом на фоне новогодних дождиков, явственно переживая жестокое похмелье.

## Дискография

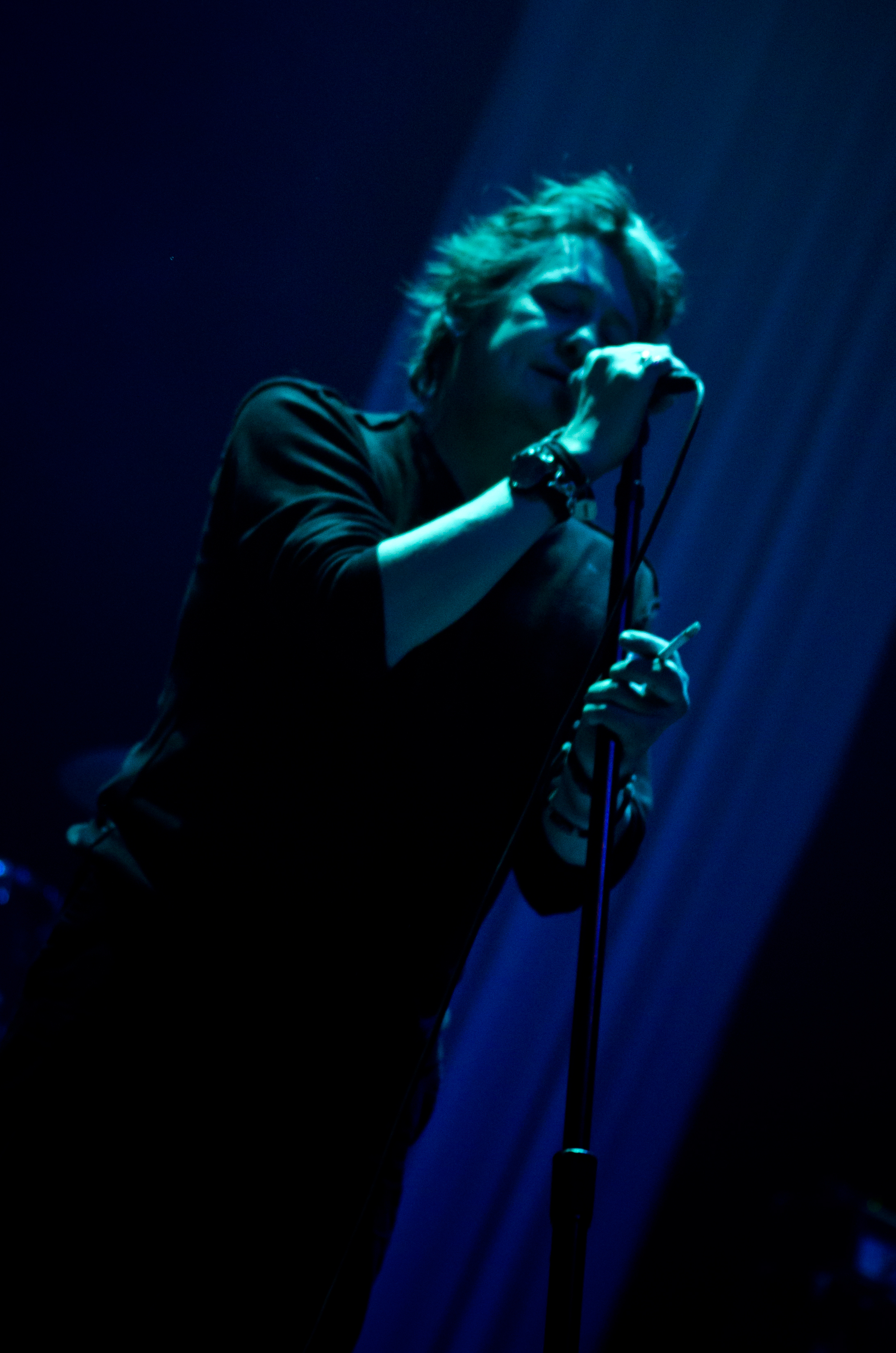
Макгоуэн в 2011 году

### The Nips
- «Only the End of the Beginning» (1980) (Live)
- «Bops, Babes, Booze and Bovver» (1987)

### The Pogues
- «Red Roses for Me» (1984)
- «Rum, Sodomy, and the Lash» (1985)
- «Poguetry in Motion» (1986) (EP)
- «If I Should Fall from Grace with God» (1988)
- «Peace and Love» (1989)
- «Hell’s Ditch» (1990)

### Shane MacGowan and The Popes
- «The Snake» (1995)
- «Christmas Party» (1996) (EP)
- «The Crock of Gold» (1997)
- «The Rare Oul’ Stuff» (2002) (2 CD)
- «Across the Broad Atlantic: Live on Paddy’s Day — New York and Dublin» (2002)

### Сольные синглы
- «What a Wonderful World» (с Ником Кейвом)
- «The Church of The Holy Spook» (с The Popes)
- «That Woman’s Got Me Drinking» (с Джонни Деппом на гитаре)
- «Haunted» (с Шинейд О’Коннор)
- «My Way» (кавер — версия знаменитой песни Пола Анки)
- «I Put A Spell On You» (кавер песни Скримин Джей Хокинса при участии Джонни Деппа, Ника Кейва, Бобби Гиллеспи, участника группы «The Clash» Мика Джонса, басиста первого состава «Sex Pistols» Глена Мэтлока, Крисси Хайнд, Паломы Фейт, Лауры Уайт и других. Вырученные средства музыканты направили в благотворительный фонд «Concern»)
- «The Rockier Road to Poland» (неофициальная версия гимна Ирландии в Евро 2012, при участии группы The Aftermath и приглашённых музыкантов)[18]

### Участие в качестве приглашённого гостя
- «What a Wonderful World» и «Lucy» (одноимённый сингл с Ником Кейвом, 1992)
- «The Wild Rover» (альбом Шинейд О’Коннор «Auprès de ma bande», 1993)
- «God Help Me» (альбом The Jesus and Mary Chain «Stoned and Dethroned», 1994)
- «Death Is Not The End» (кавер песни Боба Дилана, альбом Nick Cave and the Bad Seeds «Murder Ballads», 1996)
- «Perfect Day» (одноимённый сборник различных музыкантов, 1998)
- «Good Rats» (альбом Dropkick Murphys «Sing Loud, Sing Proud!», 2001)
- «Just to Be Home With You» (альбом Джулса Холланда «Best of Friends», 2007)
- «Rake at The Gates of Hell» (альбом Шэрон Шэннон «Saints and Scoundrels», 2009)
- «Waiting' Round to Die» (альбом The Mighty Stef «100 Midnights», 2009)
- «Outlaw Heaven», «Loneliness of a Long Distance Drinker» и «Bastards» (альбом The Popes «Outlaw Heaven», 2009)
- «Little Drummer Boy/Peace on Earth» (альбом The Priests «Noël», 2010)
- «Four Leaf Lover Boy» and «Full of Shit» (альбом Galia Arad «Ooh La Baby», 2011)
- «Sous le soleil exactement» (альбом Лулу Гинзбурга «From Gainsbourg to Lulu», 2011)
- «The Celtic Song» (сборник различных музыкантов «The Celtic Song — 50th Anniversary Edition», 2011)
- «He Ain’t Heavy, He’s My Brother» (сингл The Justice Collective, 2012)

## Фильмография
- 1979 — The Punk Rock Movie
- 1986 — The Pogues: Les enfants du rock
- 1987 — Съешь богатых[англ.]
- 1987 — Прямо в ад
- 1988 — The Pogues — Live at the Town & Country
- 1991 — The Ghosts of Oxford Street
- 1995 — Shane MacGowan & The Popes: Live at Montreux 1995
- 1997 — Великий голод: Жизнь и песни Шейна МакГована
- 2000 — Грязь и ярость
- 2001 — Если меня погубит благодать: История Шейна МакГована
- 2002 — Westway to the World
- 2005 — Распутник
- 2005 — The Story Of The Pogues & Kirsty McColl. Fairytale of New York The Full Story
- 2007 — Harry Hill’s TV Burp
- 2010 — Harry Hill’s TV Burp
- 2011 — Rab C. Nesbitt: Stool
- 2012 — The Pogues in Paris: 30th Anniversary Concert at the Olympia
- 2020 — Горшок золота. Ещё по одной с Шейном МакГованом.